# Karadere, Adapazarı
Karadere là một xã thuộc quận Adapazarı, tỉnh Sakarya, Thổ Nhĩ Kỳ. Dân số thời điểm năm 2008 là 660 người.